# Цератоптерис рогатий
Цератоптерис рогатий або рогата папороть (Ceratopteris cornuta) — рослина родини цератоптерисових. Цей вид описав Біюво в 1806 році і назвав «птерисом рогатим», проте в 1830 році Лепріє відніс його до цератоптерисів.
Ця рослина найчастіше зустрічається в акваріумах.

## Походження
Поширена рослина в центральній Африці, на Мадагаскарі й Близькому Сході, в Південно-Східній Азії й на півночі Австралії.

## Утримування в акваріумі
При правильному культивуванні й оформленні ця рослина виглядає дуже красиво. У природі листки з черешками досягають одного метра довжини і пів метра ширини. Цікаво, що місцеві жителі споживають молоді листки. Можливо через це акваристи називають рослину «салатом», «капустою».
В акваріумі рогата папороть може плавати на поверхні води у вигляді розетки, виконуючи роль світлофільтра, або бути укоріненою. Для укорінення рослину закріплюють, оскільки всі органи її мають велику кількість порожнин і каналів, заповнених повітрям. Для цього трубкою потрібного діаметра, загостреною з одного кінця, роблять у торфі отвори глибиною 30-50 міліметрів. У ці заглибини опускають коріння і злегка притискують його м'якими шматочками торфу. Рослини, закріплені таким чином, добре ростуть. Вайї папороті, що росте в товщі води, мають оригінальну форму і яскраво-зелене забарвлення. 3 часом розсіченість листків збільшується. Дорослі рослини мають красивий вигляд, здаються пишними.
Рослина добре росте при яскравому, розсіяному світлі і при температурі води близько 20°С. Для рослин, які плавають на поверхні води, створюють підвищену вологість, щільно накриваючи акваріум склом або кришкою. Папороть при цьому буйно розростається, розвиваються вайї, що піднімаються догори і не лежать на поверхні води.
Розмножується рогата папороть в акваріумі вегетативно. На старих вайях у невеликих виїмках з'являються малесенькі бруньки, з яких згодом розвиваються молоді рослини. Через деякий час у них виростають корінці, і молоді рослини відокремлюються від маточного куща. Такий механізм вегетативного розмноження характерний для всіх цератоптерисів.